# Nidá (Talmud)
Nidá (en hebreo: מסכת נידה) (transliterado: Masejet Nidá ) es un tratado de la Mishná y del Talmud. Nidá es el décimo tratado del orden de Tohorot (en español: "Purezas") que trata sobre la pureza ritual en 12 tratados. Las leyes relativas a la purificación de las mujeres en el judaísmo ortodoxo, proceden del tratado talmúdico de Nidá. La palabra Nidá también designa la impureza de la mujer durante la menstruación y después del parto.

## Contenido
El tratado habla sobre las leyes relativas al período menstrual, el cual a su vez está dividido en fases puras e impuras, el tratado hace una evaluación de las diferentes formas de sangrado en términos de pureza ritual, ya sea el ciclo normal de sangrado, accidentes, o el sangrado durante el coito tras perder la virginidad. El tratado también establece como, cuando y quien debe iniciar una investigación, y que caracteriza el desarrollo y la madurez de una chica hasta convertirse en una mujer. El tratado explica las diferentes formas de impureza asociadas con el aborto y con el parto normal. Además, ofrece unas reglas de conducta para la convivencia conyugal durante el período menstrual, así como la prohibición de tener relaciones sexuales con la esposa durante la fase de impureza menstrual.